# Nicolaus Kling
Nicolaus Kling, född i 1622 i Löts församling, död 1691 i Dagsbergs församling, Östergötlands län, var en svensk präst.

## Biografi
Nicolaus Kling föddes 1622 i Löts församling. Han var son till klockaren Pehr. Kling blev 30 oktober 1647 student vid Uppsala universitet och prästvigdes 6 oktober 1652. Han blev 1652 kollega i Söderköping och 1666 kyrkoherde i Dagsbergs församling. Kling avled 1691 i Dagsbergs församling.

### Familj
Kling gifte sig 1 juni 1656 med Kerstin Typæus. Hon var dotter till kyrkoherden Laurentius Nicolaus Typæus i Kuddby församling. De fick tillsammans barnen Maria Kling som var gift med kyrkoherde Ericus Exing i Dagsberga församling, hovpredikanten Petrus Kling på Bråborg, inspektorn Aron Kling (1662–1708) på Skenäs, Ingrid Kling (1664–1664), Lars Kling (1665–1666) och Stina Kling (1670–1743) som var gift med kronolänsmannen Möns Björnsson i Styrstads församling.